# Tứ khố toàn thư
Tứ khố toàn thư (tiếng Trung: 四库全书)  là bách khoa lớn nhất trong lịch sử phong kiến Trung Quốc.  Nó được Hoàng đế Càn Long nhà Thanh giao cho 361 học giả, đứng đầu là Kỉ Quân và Lục Tích Hùng, biên soạn trong khoảng thời gian từ 1773 đến 1782, nó đã trải qua vô vàn sóng gió cùng với máu tanh vì trong thời gian này chế độ vua chúa nhà  Thanh bớ gắt gao những người có tư tưởng phản Thanh phục Minh dù là trong thơ ca. Với 4 phần lớn là Kinh (經), Sử (史), Tử (子), Tập (集), Tứ khố toàn thư đã tập hợp trên 10.000 bản thảo từ các bộ sưu tập của những triều đại phong kiến Trung Quốc (kể cả 3.000 bản thảo bị đốt vì nghi có tư tưởng chống Thanh) thuộc tất cả các lĩnh vực khoa học tự nhiên, khoa học xã hội, lịch sử, triết học và văn học nghệ thuật. Tổng cộng bộ sách này có 79.897 phần nằm trong 36.381 quyển, 2,3 triệu trang sách và khoảng 800 triệu chữ.
Có 16 người được giao chịu trách nhiệm chính để biên soạn Tứ khố toàn thư. Ngoài ra còn có 60 quan lại và những nhân vật trí thức tiên tiến cùng tham gia: Chất Trang Thân vương Vĩnh Dung, Đại học sĩ Lưu Thống Huân, Vũ Mẫn. Sau 15 năm trời, bộ Tứ khố toàn thư được chép xong, đến năm 1793 công việc biên soạn mới hoàn toàn kết thúc. Tứ khố toàn thư được chia làm ba loại: sao chép, khắc in và tồn mục. "Tồn mục" là những sách mà vua Càn Long cho là xúc phạm đến triều đình Mãn Thanh, bất lợi cho sự thống trị của triều đình, chỉ được giữ lại tên sách trong "Tứ khố toàn thư". "Tứ khố toàn thư" được chép làm 7 bản chính, mỗi bản gồm 36.275 quyển, được cất giữ tại Văn Hàm Các, Văn Nguyên Các, Văn Tố Các, Văn Lan Các. Một bản dự trữ được cất tại Hàn Lâm viện tại Bắc Kinh. Ngày nay, chỉ còn bản được lưu trữ tại Văn Tân Các ở Sơn trang nghỉ mát của vua Càn Long còn nguyên vẹn.
Hoàng đế Càn Long hạ lệnh làm thành bảy bản sao của Tứ khố toàn thư. Bốn bản đầu tiên là cho Hoàng đế và được giữ ở phía bắc. Hoàng đế Càn Long xây dựng những thư viện đặc biệt cho họ. Các bản sao được đặt tại Tử Cấm Thành, Vườn Viên Minh, Thẩm Dương và Thừa Đức. Ba bản còn lại được gửi về phía nam. Chúng được gửi vào các thư viện trong các thành phố Hàng Châu, Trấn Giang và Dương Châu. Tất cả bảy thư viện cũng nhận được bản sao của bách khoa toàn thư hoàng gia năm 1725 Cổ kim đồ thư tập thành.
Bản sao lưu giữ trong Vườn Viên Minh đã bị phá hủy trong Chiến tranh Nha phiến lần thứ 2 vào năm 1860. Trong cuộc chiến với quân Anh và Pháp, bản sao Cung điện Mùa hè cũ đã bị đốt cháy. Hai bản sao lưu giữ ở Trấn Giang và Dương Châu đã hoàn toàn bị phá hủy trong khi bản sao lưu giữ tại Hàng Châu chỉ khoảng 70 đến 80 phần trăm bị phá hủy, trong cuộc nổi loạn Thái Bình Thiên Quốc. Bốn bản còn lại bị một số thiệt hại trong chiến tranh Trung - Nhật lần thứ 2. Ngày nay, những bản sao này có thể được đặt tại Thư viện Quốc gia Trung Quốc ở Bắc Kinh, Bảo tàng Cung điện Quốc gia ở Đài Bắc, Thư viện Cam Túc ở Lan Châu và Thư viện Chiết Giang ở Hàng Châu. 